# Liste der letzten Landtagswahlergebnisse in Deutschland
Die folgende Liste der letzten Landtagswahlergebnisse listet die Ergebnisse der jeweils letzten Wahlen zu den Landesparlamenten in den deutschen Bundesländern.

## Liste
Die Tabelle listet die prozentualen Anteile an den gültigen Stimmen, die für die landesweite proportionale Verteilung der Mandate ausschlaggebend sind (z. B. Landesstimmen oder Zweitstimmen). Gelistet sind alle Ergebnisse, die 1 Prozent überschreiten, sowie alle Ergebnisse von Parteien, die im Bundesdurchschnitt mindestens 0,5 Prozent oder in mindestens vier Ländern 1 Prozent erreichten. Wahlergebnisse, die zum Überschreiten einer Sperrklausel führten, sind fettgedruckt.
| Bundesland             | letzte Wahl | Wahlbeteiligung | CDU/ CSU a | SPD  | Grüne | AfD  | FDP  | Freie Wähler/ BVB/FW b | Linke | BSW  | Tier- schutz- partei | PARTEI | Basis | Volt   | ÖDP    | weitere Parteien e                     | Sonst. |
| ---------------------- | ----------- | --------------- | ---------- | ---- | ----- | ---- | ---- | ---------------------- | ----- | ---- | -------------------- | ------ | ----- | ------ | ------ | -------------------------------------- | ------ |
| Baden-Württemberg      | 2021        | 63,8            | 24,1       | 11,0 | 32,6  | 09,7 | 10,5 | 03,0                   | 03,6  | —    | —                    | 1,2    | 1,0   | 0,5    | 0,8    | —                                      | 2,0    |
| Bayern                 | 2023        | 73,1            | a37,0 a    | 08,4 | 14,4  | 14,6 | 03,0 | 15,8                   | 01,5  | —    | 0,5                  | 0,5    | 0,9   | 0,3    | 1,8    | –                                      | 1,3    |
| Berlin                 | 2023        | 62,9            | 28,2       | 18,4 | 18,4  | 09,1 | 04,6 | 00,3                   | 12,2  | —    | 2,4                  | 1,4    | 0,5   | 0,9    | 0,1    | —                                      | 3,4    |
| Brandenburg            | 2024        | 72,9            | 12,1       | 30,9 | 04,1  | 29,2 | 00,8 | 0b2,6 b                | 03,0  | 13,5 | 2,0                  | —      | —     | c0,9 c | c0,9 c | —                                      | 0,9    |
| Bremen                 | 2023        | 56,8            | 26,2       | 29,8 | 11,9  | 0—   | 05,1 | —                      | 10,9  | —    | 1,1                  | 1,0    | 0,8   | 2,0    | 0,4    | BIW 9,4                                | 1,5    |
| Hamburg                | 2025        | 67,7            | 19,8       | 33,5 | 18,5  | 07,5 | 02,3 | 00,3                   | 11,2  | 1,8  | 0,6                  | 0,4    | —     | 3,2    | 0,2    | —                                      | 0,7    |
| Hessen                 | 2023        | 66,0            | 34,6       | 15,1 | 14,8  | 18,4 | 05,0 | 03,5                   | 03,1  | —    | 1,5                  | 0,8    | 0,5   | 1,0    | 0,2    | —                                      | 4,0    |
| Mecklenburg-Vorpommern | 2021        | 70,8            | 13,3       | 39,6 | 06,3  | 16,7 | 05,8 | 01,1                   | 09,9  | —    | 1,7                  | 0,8    | 1,7   | —      | 0,1    | —                                      | 3,1    |
| Niedersachsen          | 2022        | 60,3            | 28,1       | 33,4 | 14,5  | 11,0 | 04,7 | 00,8                   | 02,7  | —    | 1,5                  | 0,9    | 1,0   | 0,5    | —      | —                                      | 0,9    |
| Nordrhein-Westfalen    | 2022        | 55,5            | 35,7       | 26,7 | 18,2  | 05,4 | 05,9 | 00,7                   | 02,1  | —    | 1,1                  | 1,1    | 0,8   | 0,6    | 0,1    | —                                      | 1,5    |
| Rheinland-Pfalz        | 2021        | 64,4            | 27,7       | 35,7 | 09,3  | 08,3 | 05,5 | 05,4                   | 02,5  | —    | 1,7                  | 1,1    | —     | 1,0    | 0,7    | —                                      | 2,9    |
| Saarland               | 2022        | 61,4            | 28,5       | 43,5 | 05,0  | 05,7 | 04,8 | 01,7                   | 02,6  | —    | 2,3                  | 1,0    | 1,4   | 0,6    | 0,1    | bunt.saar 1,4                          | 1,2    |
| Sachsen                | 2024        | 74,4            | 31,9       | 07,3 | 05,1  | 30,6 | 00,9 | 02,3                   | 04,5  | 11,8 | —                    | 0,8    | 0,2   | —      | 0,1    | Freie Sachsen 2,2; Tierschutz hier 1,0 | 1,4    |
| Sachsen-Anhalt         | 2021        | 60,3            | 37,1       | 08,4 | 05,9  | 20,8 | 06,4 | 03,1                   | 11,0  | —    | 1,4                  | 0,7    | 1,5   | —      | 0,1    | —                                      | 3,6    |
| Schleswig-Holstein     | 2022        | 60,3            | 43,4       | 16,0 | 18,3  | 04,4 | 06,4 | 00,6                   | 01,7  | —    | 0,7                  | 0,7    | 1,1   | 0,3    | —      | SSW 5,7                                | 0,6    |
| Thüringen              | 2024        | 73,6            | 23,6       | 06,1 | 03,2  | 32,8 | 01,1 | 01,3                   | 13,1  | 15,8 | —                    | —      | —     | —      | 0,2    | Tierschutz hier 1,0                    | 2,2    |
| Gesamt d               |             |                 | f30,8 f    | 19,5 | 15,7  | 13,3 | 05,0 | 0g4,3 g                | 03,9  | 01,8 | 0,9                  | 0,8    | 0,7   | 0,5    | 0,5    | 2,1                                    | 2,1    |